# Teudéric
Pour les articles homonymes, voir Théodoric.
Teudéric ou Théodoric, dans la documentation ancienne, ou encore Thierry, chez les auteurs contemporains, est un évêque d'Apt de la fin du Xe siècle et du début du siècle suivant.

## Biographie

### Épiscopat
Les origines de Thierry,, — que l'on trouve sous les formes Teudéric ou Théodoric dans le Cartulaire de l'Église d'Apt (CA), le Gallia Christiana (GC) ou encore la  Gallia christiana novissima (GCN) — sont inconnues en l'état actuel des connaissances.
Il est le successeur de Nartold sur le siège épiscopal d'Apt. La GCN donnait pour date d'épiscopat 989-998, tandis que les médiévistes récents, comme Florian Mazel (2000, 2006) donnent 988-1008/09,. Après une certaine main mise par la famille Castellane-Lacoste sur l'Église d'Apt, Arnoux et Nartold semblent être des parents sinon des proches, avec ses deux prédécesseurs, Thierry semble leur résiter.
Il est mentionné dans plusieurs chartes du Cartulaire de l'Église d'Apt.

### Mentions duCartulaire de l'Église d'Apt
Par une charte datée du 4 août 991, Teudéric constitua en Chapitre les prêtres desservant sa cathédrale consacrée à Notre-Dame, saint Pierre et saint Castor. Cet acte fut passé avec l'accord de Guillaume, comte de Provence, Annon, archevêque d'Arles, Amaury, archevêque d'Aix-en-Provence, et Ingilramn, évêque de Cavaillon,.
À sa demande, par un acte passé à Apt, le 14 novembre 992, Garac [de Castellane-Lacoste], pour réparer un forfait commis envers Imbert/Humbert [I] [d'Agoult], lui abandonne plusieurs domaines allodiaux, dans les environs d'Apt,.

### Un des premiers exemples de complant de la vigne
La charte XXXIII du Cartulaire de l'Église d’Apt donne l'un des premiers contrats de complants pour le vignoble du pays d'Apt. Il est daté du 9 juin 989. Dans cet acte il est spécifié que l'évêque concède à Allard et à son épouse Auzille une terre sise au Podium Martis dans le comté d'Apt pour une durée de sept ans. Durant cette période le couple a la charge de complanter cette terre en vigne.  
Passé ce temps, l'évêque recevra la moitié de ce vignoble et les bénéficiaires l'autre moitié en pleine propriété. La seule réserve mise à cette accession à la propriété est que Teudéric se réserve, en cas de vente de ce vignoble, un droit de préemption. 

### Les moulins du Calavon
Depuis que le comte Guillaume de Provence avait chassé les Sarrasins en 973 (bataille de Tourtour) la Provence et le pays d'Apt vivaient dans la paix retrouvée. Cette période favorable correspondit, sous l'épiscopat de Teudéric, à la construction des premiers moulins le long du Calavon.  
Trois chartes font allusion à la mise en place de ce nouvel équipement et aux conditions d'exploitation. Les deux premières sont datées du 30 août 998, la troisième du 30 avril 1008. Dans les deux premiers actes, l'évêque concède une terre sur les rives du Calavon à deux couples, la première à Geoffroy et son épouse Madeleine, la seconde à Didon et son épouse Arantrude. Ceux-ci devront construire un moulin et travail fini ils auront en pleine propriété la moitié de celui-ci, l'autre partie étant concédée à l'évêque. 
Chaque couple restera propriétaire de la moitié de son moulin sa vie durant contre un cens annuel d'une livre de cire.  
L'intérêt de la troisième charte, passée une décennie plus tard et aux mêmes conditions que les précédentes, réside dans le fait que ce contrat est passé avec le prêtre Durand.